# 细叶日本薯蓣
细叶日本薯蓣（学名：Dioscorea japonica var. oldhamii）为薯蓣科薯蓣属下的一个变种。

## 扩展阅读
- 維基物種上的相關：细叶日本薯蓣